# Notre Dame Sporting Club
Maillots
Le Notre Dame Sporting Club est un club de la Barbade de football, basé à Bayville, dans la paroisse de Saint Michael. Il joue néanmoins ses rencontres à domicile au Wildey Astro Turf de Bridgetown, la capitale de l'île.

## Repères historiques
Notre Dame remporte son premier titre national en 1982 avec un succès en Coupe nationale. Son palmarès compte actuellement neuf titres de champions et six Coupes nationales.
Le club a participé à deux reprises à la CFU Club Championship, la compétition caraibéenne des clubs. En 1997, il termine à la 2e place de sa poule derrière l'United Petrotrin, futur vainqueur de la compétition. Lors de l'édition suivante, il est éliminé en quarts de finale par la formation trinidadéenne de Joe Public FC. 

## Palmarès
- Championnat de la Barbade (9)
  - Champion : 1997, 1998, 1999, 2000, 2002, 2004, 2005, 2008, 2010

- Coupe de la Barbade (6)
  - Vainqueur : 1982, 1997, 2001, 2004, 2008, 2010
  - Finaliste: 1998, 2000, 2002